# A543 Ertholm
A543 Ertholm er et skoleskib i Søværnet. Ertholm er det tredje skib i Holm-klassen og er opkaldt efter Ertholmene nordøst for Bornholm. Skibets besætning består af 5 faste besætningsmedlemmer og op til 4 kadetter der skal lære om sejlads, navigation og livet til søs. Organisatorisk hører Ertholm under division 14 (skoleskibsdivisionen) i 1. eskadre.

## Ertholm, flere skibe
Skibet er det andet skib i flådens tal der bærer navnet Ertholm:
- MSK3 Ertholm (Minestryger/Orlogskutter, 1945-1976)
- A543 Ertholm (Skoleskib, 2007-)

- A 543 Ertholm i Ystad 4 august 2025.